# ألبرخت الرابع دوق بافاريا
ألبرخت الرابع (بالألمانية: Albrecht IV.): ولد في ميونخ 15 ديسمبر 1447 وتوفي في ميونخ 18 مارس 1508.، كان دوق بافاريا-ميونخ منذ 1467 وبافاريا الموحدة منذ 1503.

## السيرة الذاتية
ألبرت الرابع هو ابن دوق بافاريا ألبرخت الثالث وآنا من براونشفايغ-غروبنهاغن-آينبك، بعد وفاة شقيقه الأكبر يوهان الرابع دوق بافاريا، رجع ألبرخت إلى ميونخ من بافيا تاركاً خلفه الحياة الدينية، ولكن مع تنازل أشقائه الصغار كريستوف وفولفغانغ عن حقوقهم، وبذلك أصبح ألبرخت الدوق الوحيد وخاصة بعد إنشاء لشقيقه الأكبر سيغيسموند دوقية جديدة «بافاريا-داخاو» ولكن بعد وفاته في 1501 عادت إلى بافاريا-ميونخ.
يعتبر زواجه من كونيغوندي ابنة فريدرخ الثالث الإمبراطور الروماني المقدس بمثابة احتيال وخديعة حيث تعود الأحداث إلى قيام ألبرخت الرابع بالاستيلاء بطريقة غير شرعية على إقطاعيات تابعة للإمبراطورية وضمها إلى أملاكه، ثم إقدامه على طلب الزواج من ابنة فريدرخ الثالث وإعطائه هذه الإقطاعيات مهراً له.
عندما علم فريدرخ الثالث بالأمر وافق في البداية لكنه سرعان ما رفض هذا الزواج عندما تبين أن ألبرخت قد استولى على إقطاعيات أخرى من أملاك الإمبراطورية دون وجه حق.
استعد فريدرخ الثالث لشن حرب على ألبرخت لكن التدخل السريع للوسيط ماكسيمليان الأول ابن فريدرخ الثالث جنبتهم إراقة الدماء والجلوس للتفاوض مما نتج عنه ترجيع ألبرخت الرابع لكل الإقطاعيات التي استولى عليها للإمبراطورية
بعد وفاة ابن عمه غيورغ دون ورثة من الذكور، تمكن ألبرخت من إعادة توحيد بافاريا من جديد بعد حرب مروعة ضد ورثة غيورغ من خط الإناث، إلا أنه اضطر على التنازل عن بعض المناطق الجنوبية كوفشتاين وكتسبويل وراتنبيرغ لصالح صهره الملك ماكسيمليان الأول في 1506 والتي اتحدت مع كونتية تيرول، في حين تم تعويض لفرع بالاتينات بإنشاء لهم دوقية بالاتينات-نيوبورغ.
لتجنب أي تقسيم مستقبلي لبافاريا، أصدر ألبرخت مرسوم الخلافة الأبدي لصالح الابن البكر في 1506، ومع ذلك كان على خليفته مشاركة الحكم مع شقيقه لودفيغ العاشر حتى عام 1545، وبذلك أصبح المرسوم ساري المفعول حتى انحلال الملكية البافارية في 1918.

## زواجه
تزوج ألبرت الرابع من كوينغوندي ابنة فريدرخ الثالث وزوجته إليونور من البرتغال في 3 يناير 1487 وأنجب منها 8 أولاد أشهرهم فيلهلم الرابع ولودفيغ العاشر.